# Dirades albula
Dirades albula är en fjärilsart som beskrevs av W. Warren 1898. Dirades albula ingår i släktet Dirades och familjen Uraniidae. Inga underarter finns listade i Catalogue of Life.